# 竹狐猴屬
竹狐猴屬（学名：Hapalemur），也曾稱作馴狐猴屬，是只生活在马达加斯加的中等体型狐猴。
竹狐猴体毛一般为灰褐色，鼻较短，耳朵圆而多毛。体长26-46厘米，尾巴较长些，体重可达2.5公斤。
竹狐猴一般喜欢生活在竹子茂密的潮湿森林中。主要在清晨活动。它们主要栖息在地面上和树上。它们的奔跑与攀爬、跳跃能力都很高，这使得它们能够同时适应两种环境的生活。故名思义，它们主要以竹子为食。
孕期135-150天，母猴在九月到一月间分娩，一胎两仔。哺乳期大约四个月，幼猴成熟期大约两年。平均寿命在12年左右。
過去曾稱作馴狐猴，但在一段時間的研究後發此屬並不溫馴，相反，不少圈養的個體亦展示出不同程度的攻擊性；加上本屬的所有物種均以竹為主食，故在接下來的日子中，本屬的俗稱漸漸改為竹狐猴，並在2010年所出版的《馬達加斯加的狐猴》一書中以竹狐猴稱呼本屬物種。

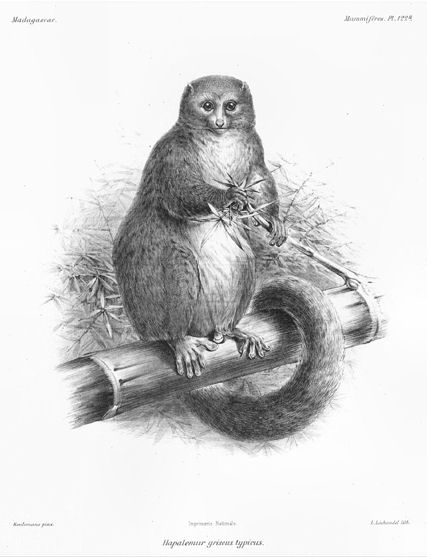
東部小竹狐猴